# Кігази
Кігази́ (рос. Кигазы, башк. Ҡыйғаҙы) — село у складі Аскінського району Башкортостану, Росія. Входить до складу Петропавловської сільської ради.
Населення — 468 осіб (2010; 640 у 2002).
Національний склад:
- башкири — 93 %